# Sous le ciel de l'Ouest
Sous le ciel de l’Ouest est le quatrième album de la série Lucky Luke, sorti en 1952. L'auteur est Morris.

## Histoires

### Le Retour de Joe la Gachette
Lucky Luke rencontre un homme se faisant appeler John le Philanthrope. En arrivant en ville, il entend parler d'une course de chevaux avec 5 000 dollars à la clé. Il y inscrit Jolly Jumper, mais se le fait voler le jour du départ. John le Philanthrope échappe tant bien que mal à ses poursuivants, tombant les uns après les autres, mais la pluie tombe et le cheval noir de John se trouve être en réalité Jolly Jumper dont la peinture noire ne résiste pas à l'eau, et permet de le révéler. Sur son fidèle cheval, Lucky Luke poursuit John, qui s'est entretemps enfui avec l'argent des paris de la course et le rattrape, le faisant raser par le barbier de la ville, ce qui révèle qu'il s'agit en fait de Joe La Gâchette, célèbre bandit. Finalement, tout est bien qui finit bien.

### Jours de round–up
En arrivant près d'un ranch, Lucky Luke entend parler du round-up, coutume des ranchs d'élevage bovin où on fait capturer les bœufs par les meilleurs cow-boys. Mais alors qu'un troupeau entier est capturé, il manque 200 têtes au propriétaire du ranch de marque « -3 ». Lucky Luke va mener son enquête et apprend que deux bandits associés ont volé ces têtes et les ont marquées « 4B » pour passer inaperçus. Mais il les arrête et le bétail manquant est ramené au ranch.

### Le Grand combat
Un homme, costaud et analphabète, échappe à la colère d'un taureau et fait la connaissance de Lucky Luke. Celui-ci lui propose alors de défier en combat de boxe un champion redoutable, réputé pour « tuer » ses victimes à force de les rouer de coups, Killer Kelly. Le challenger, appelé par Lucky Luke Battling Bender, s'entraîne durement pour le match, et le combat devient vite événementiel. Les paris sur Bender augmentent, si bien qu'un bookmaker malhonnête, Slippery Nelson, veut faire en sorte que Bender perde le match en enlevant Rosita, sa fiancée. Luke la retrouve, la ramène au boxeur qui gagne le match et les 10 000 dollars de récompense. Quant à Nelson, il finit incarcéré, probablement, car sa dernière apparition consiste en sa capture.

## Sources
- www.bedetheque.com, « Lucky Luke » (consulté le 7 août 2008)
- www.lucky-luke.com, « Lucky Luke » (consulté le 7 août 2008)
- www.bdoubliees.com, « Parutions dans le journal de Spirou » (consulté le 7 août 2008)